# アール・オブ・サンドウィッチ

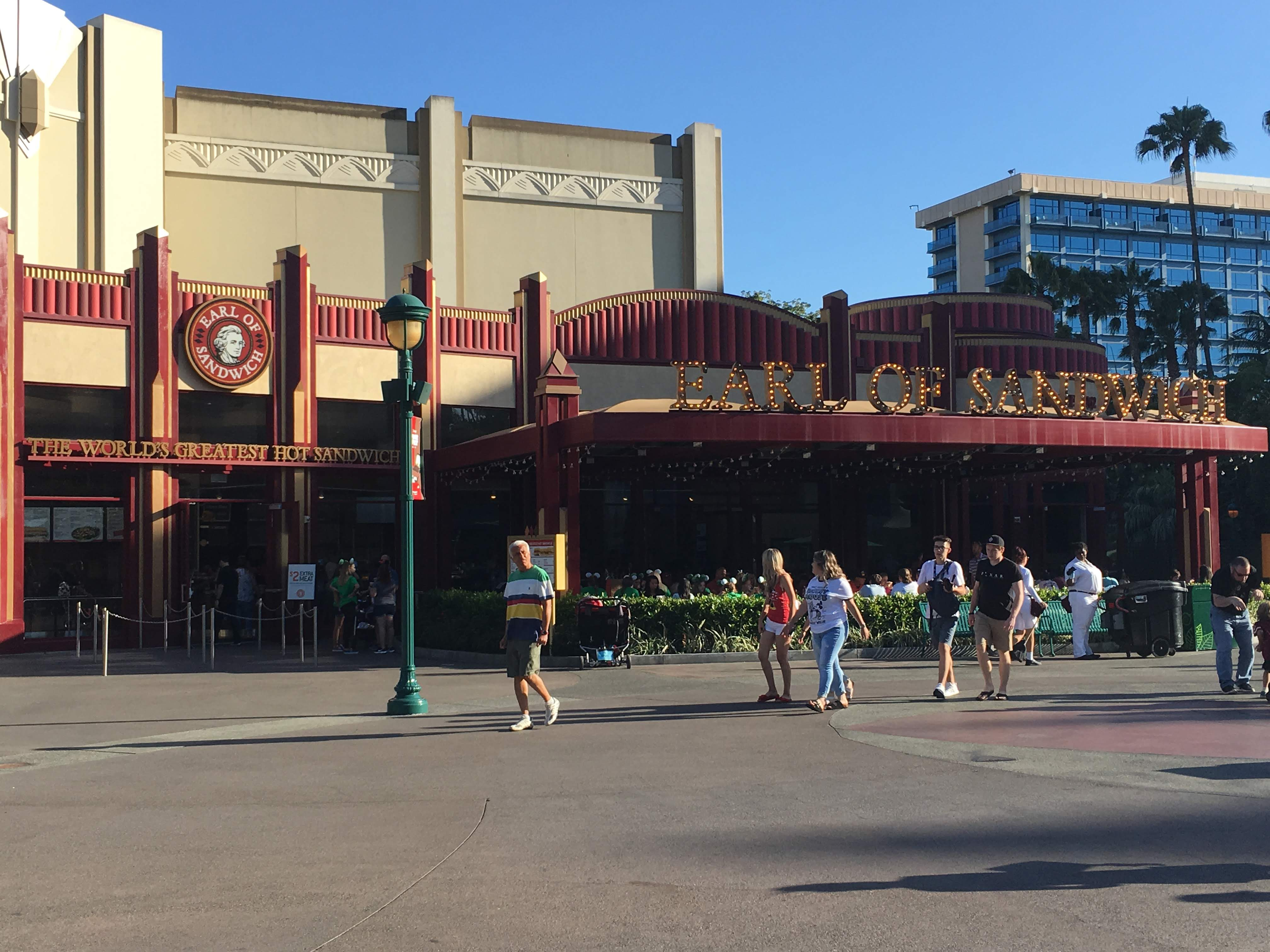
アール・オブ・サンドウィッチ（アメリカ合衆国・アナハイム・ダウンタウン・ディズニー）

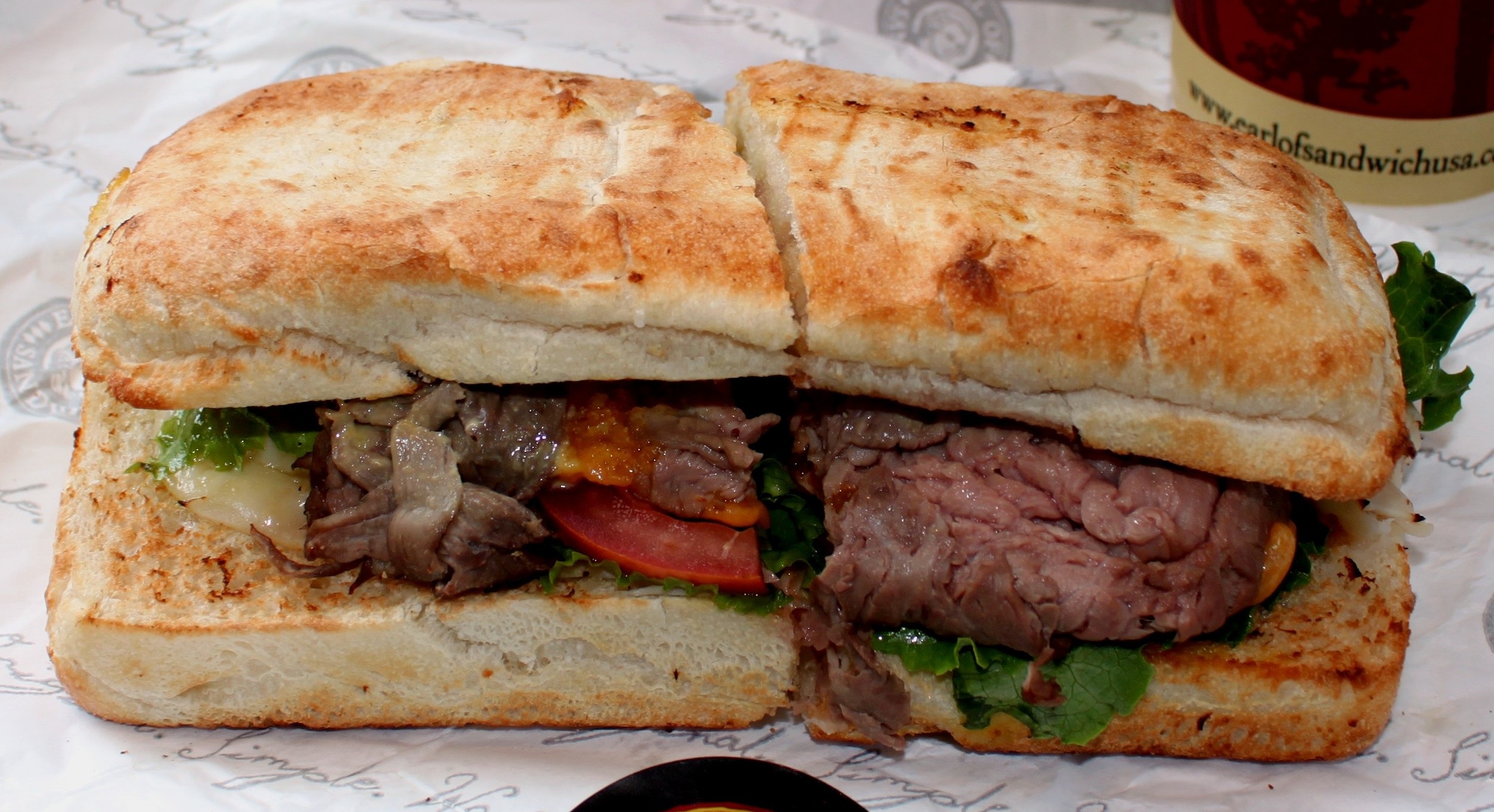
アール・オブ・サンドウィッチ

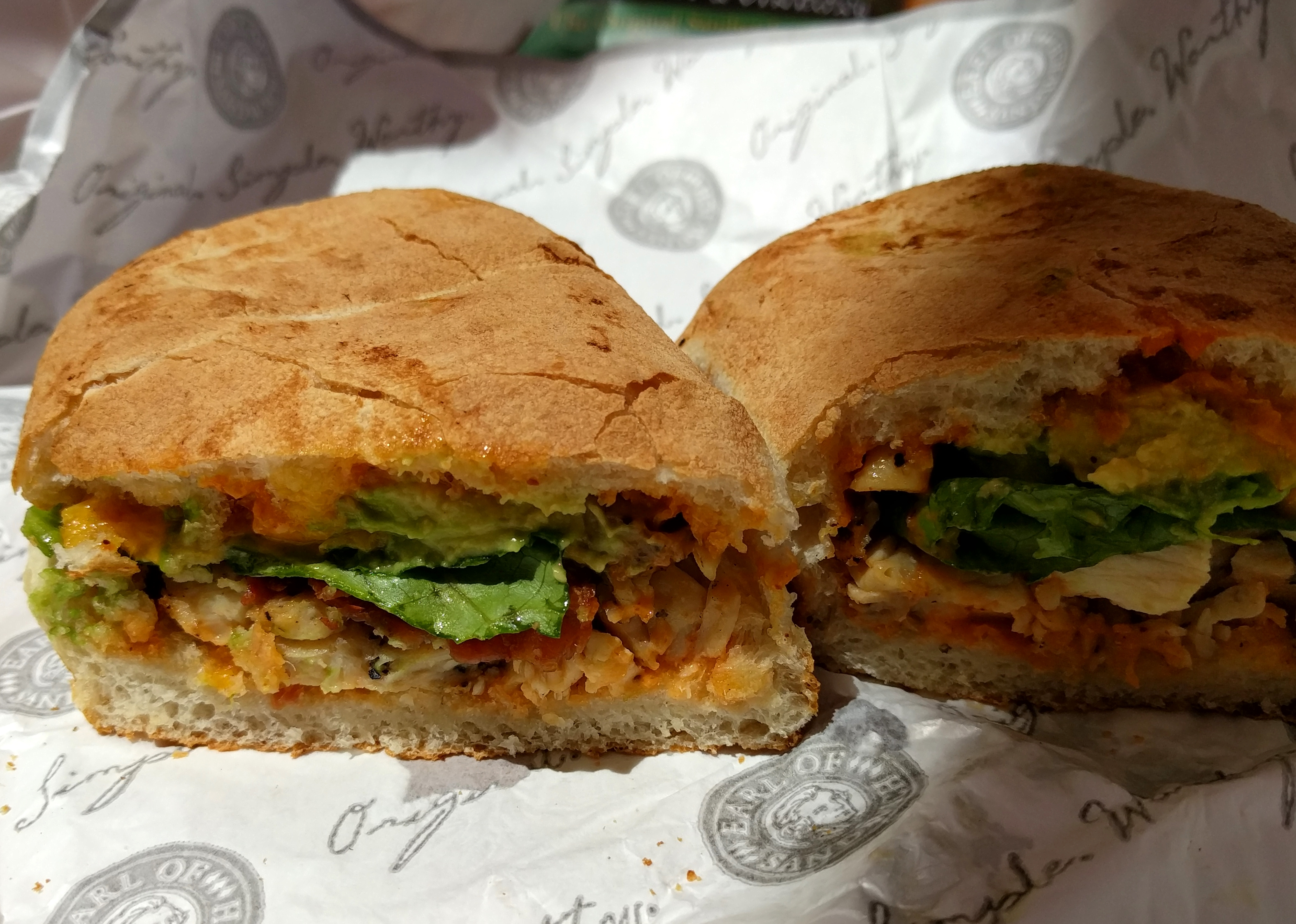
アール・オブ・サンドウィッチ

アール・オブ・サンドウィッチ（英語: Earl of Sandwich）は、サンドイッチを販売するファストフードチェーン店。アール・オブ・サンドイッチ表記もある。

## 歴史
「カジノに入り浸ってサンドイッチばかり食べている」とマスコミから誹謗中傷された第4代サンドウィッチ伯爵ジョン・モンタギューの直系の子孫である、第11代サンドウィッチ伯爵ジョン・モンタギューと、その次男オーランド・モンタギューと、プラネット・ハリウッドの創業者である実業家ロバート・アールによって創業された。
2004年3月19日にアメリカ合衆国フロリダ州オーランドのウォルト・ディズニー・ワールド・リゾート内にあるショッピングモールのダウンタウン・ディズニー（現ディズニー・スプリングス）で1号店がオープンした。
その後、シュガーランド（アメリカ合衆国テキサス州）に最初のフランチャイズ店を持ち、ノーラン・ライアンやロジャー・クレメンスを含む投資グループによって所有されている。プラネット・ハリウッド・リゾート・アンド・カジノ（アメリカ合衆国ネバダ州ラスベガス）にも出店した。2015年現在、アメリカ全土に27のチェーン店が存在する。
2011年にはロンドン（イギリス）で出店したが、2014年に英国唯一の支店だったこの店を閉店。2015年にブルーウォーター・ショッピング・センターに出店し、英国での業務を再開した。
ディズニー・ヴィレッジ（フランス、マルヌ＝ラ＝ヴァレのディズニーランド・パリ内にあるショッピングモール）にも出店している。

## 主な商品
- オリジナル1762（The Original 1762） - サンドウィッチ伯爵が食べていたとされるサンドイッチを再現したローストビーフのホットサンド[4]。